# Чернігівський провулок (Москва)
Чернігівський провулок — провулок в районі Замоскворіччя Центрального адміністративного округу міста Москви. Проходить від П'ятницької вулиці до Великої Ординки. Один з «кривоколінних» провулків Москви, який робить два повороти під прямим кутом на шляху трохи більше 200 метрів. Нумерація будинків починається від П'ятницької вулиці.

## Походження назви
Назва дана за храму Михайла та Федора Чернігівських, який знаходиться у провулку. Князь Михайло Чернігівський і боярин Федір, що прислужував йому, загинули в 1246 році в Золотій Орді. Їхні останки були тимчасово поховані в замоскворецькому Іванівському монастирі (1572). На їхню пам'ять збудовано храм Михайла та Федора Чернігівських (існуючий кам'яний храм — 1675).

## Примітні будівлі та споруди

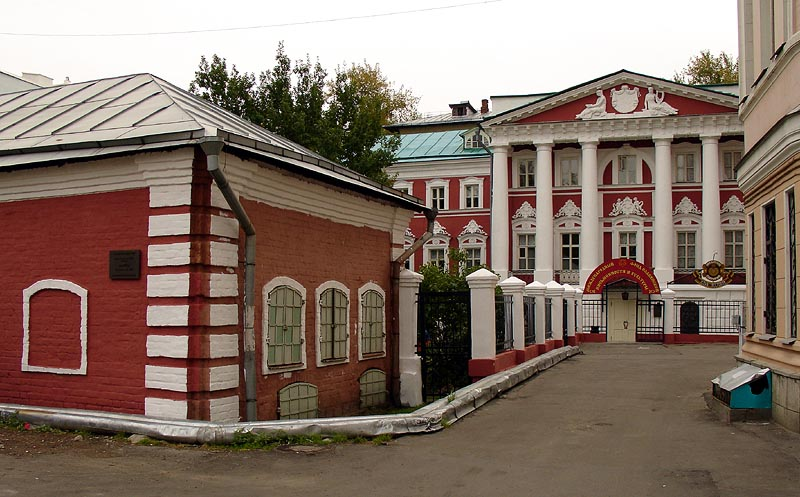
Палати XVIII століття і колишня Гімназія Косіцина
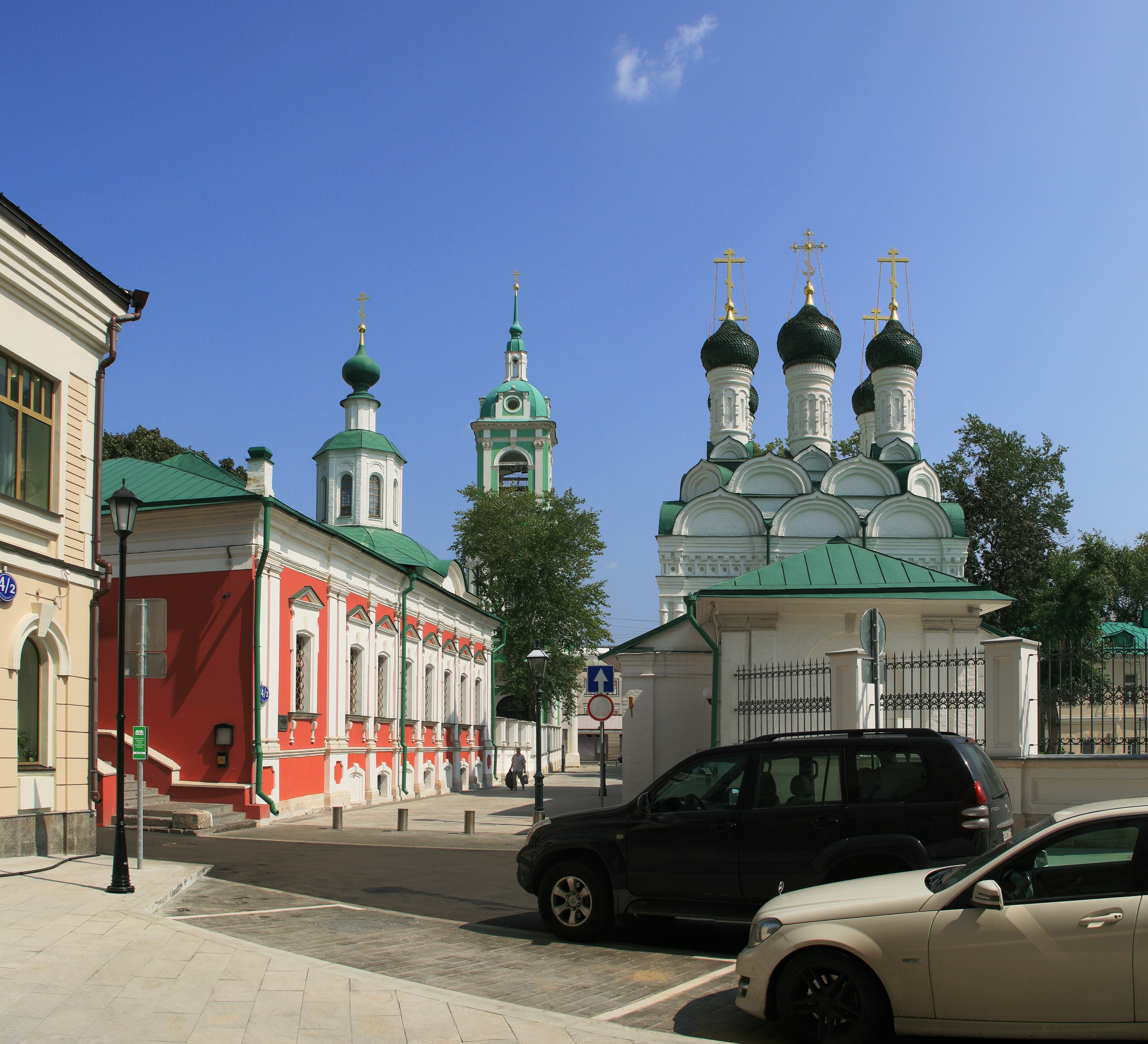
Ансамбль храмів Чернігівського провулка
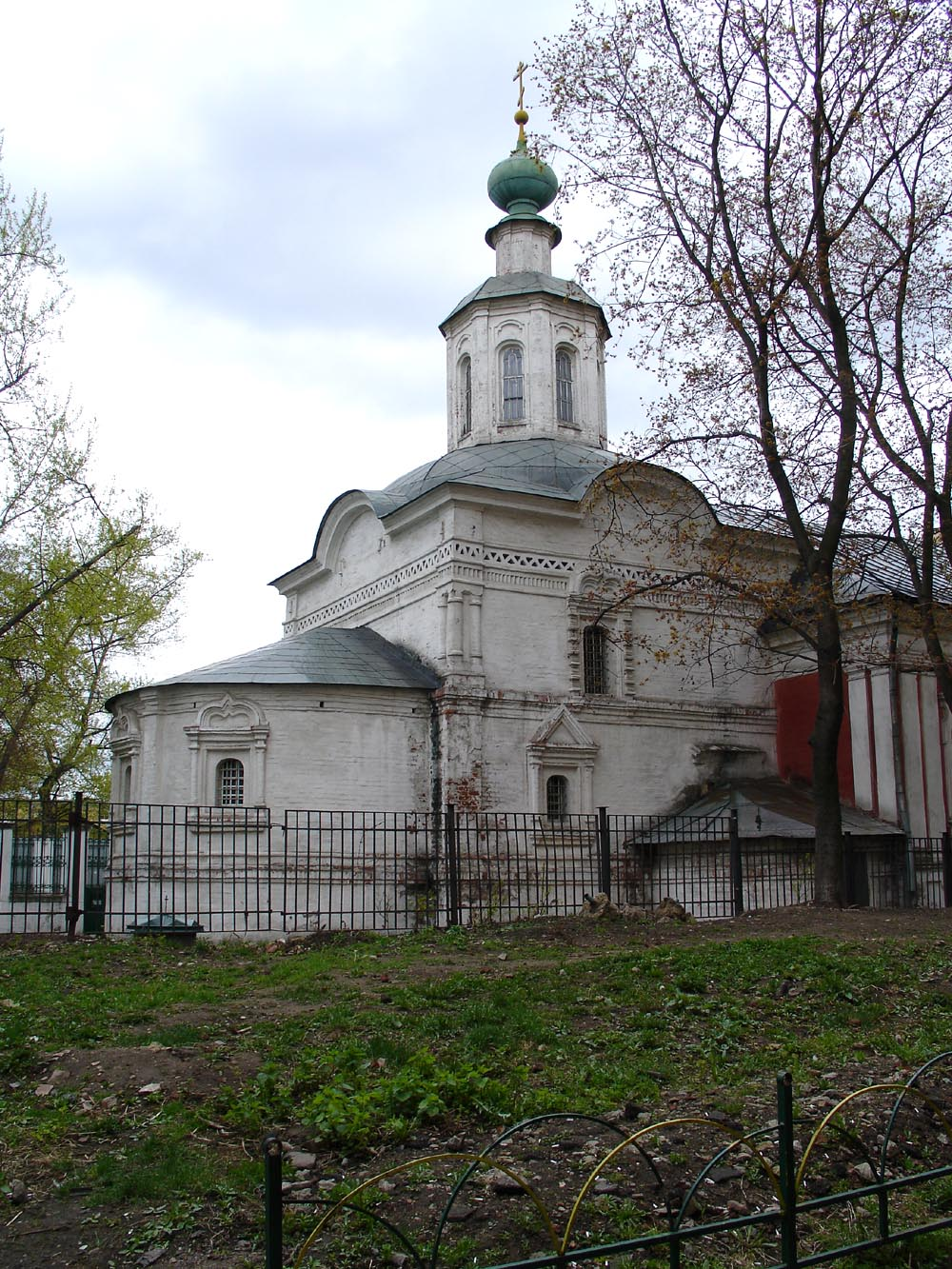
Храм Усічення Глави Іоанна Предтечі під Бором
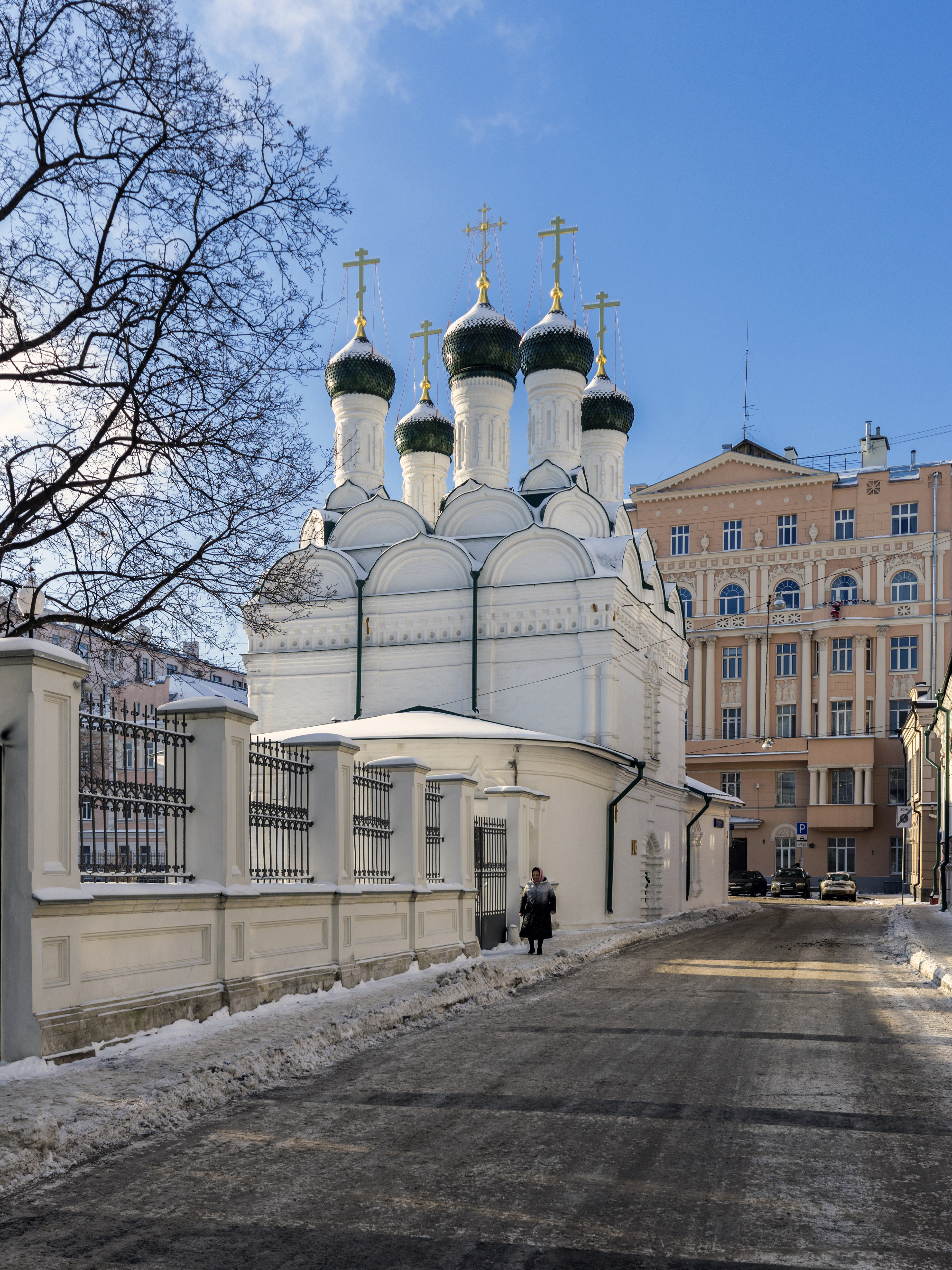
Церква Михайла та Федора Чернігівських
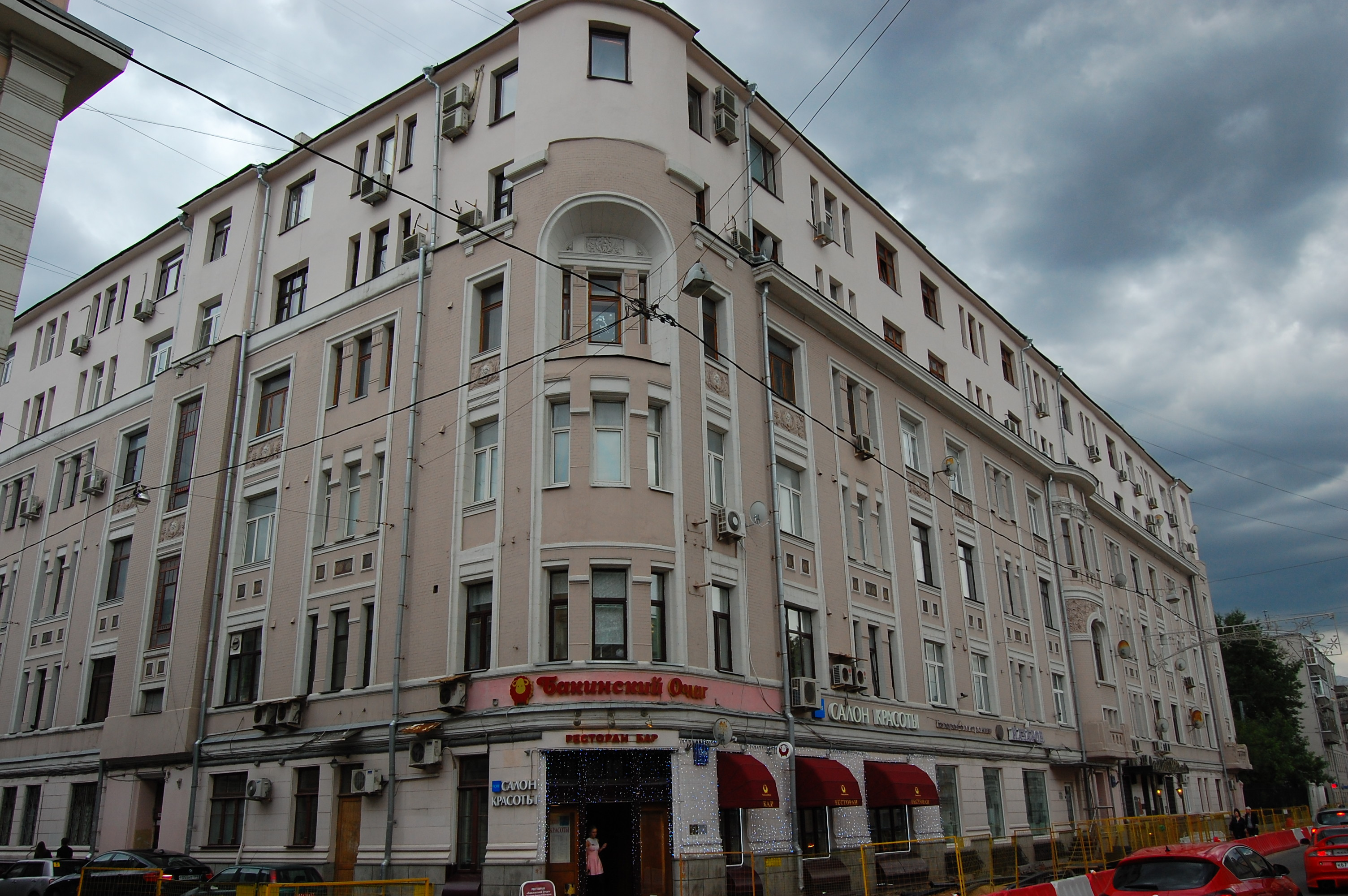
Прибутковий будинок О. О. Дуріліна

На непарному боці:
- № 1/6 — будинок XIX століття з палатами XVII століття.
- № 3 — церква Михайла та Федора Чернігівських, 1675 . Побудована на гроші купчихи І. І. Малютіна на землях б. Іванівського монастиря, на місці дерев'яної церкви 1625 року . Огорожа XVIII століття, ґрати XIX століття.
- № 9/13, стор 2 — міська садиба XVIII—XIX століть з палатами XVIII століття (гімназія Косіцина, 1906, арх. В. В. Шервуд). Будівлю займає Міжнародний фонд слов'янської писемності та культури. При фонді з 1993 працює музей Ігоря Талькова .
- № 9/13, стор 1 — прибутковий будинок О. О. Дуріліна . (1906, архітектор В. В. Шервуд). Надбудова 5-6 поверх 1933 р.

На парному боці:
- № 2/4 — П'ятницький дивний будинок з дзвіницею храму Іоанна Предтечі, 1758 . Будинок при церкві (1895) та мармуровий іконостас храму (1896) споруджені архітектором Ф. О. Шехтелем .
- № 2/4 стор. 5-9 — храм Усікнення Глави Іоанна Предтечі під Бором, 1658 .
- № 4 / 9 — прибутковий будинок І. Ф. Нейштадта (1913–1916, архітектор К. О. Дулін)
- № 6/11 — прибутковий будинок XIX—XX століть.